# HD 1690 b
HD 1690 b est une planète extrasolaire (exoplanète) en orbite autour de l'étoile HD 1690, une géante orange située à une distance maximale de 7,1 parsecs du Soleil, dans la constellation de la Baleine.
Détectée en 2010, à l'observatoire de La Silla, par le spectrographe HARPS équipant le télescope de 3,6 mètres de l'Observatoire européen austral, sa découverte, par la méthode spectrosopique des vitesses radiales, a été annoncée en 2011.